# آکمی (ویروس کامپیوتری)
آکمه (Acme) یک ویروس رایانه‌ای است که پرونده‌های EXE سیستم عامل مایکروسافت داس را آلوده می‌کند. هر بار که یک فایل آلوده اجرا می‌شود، آکمه ممکن است با ایجاد یک فایل COM مخفی فقط خواندنی به طول ۲۴۷ بایت با نام پایه یکسان، یک فایل EXE را در دایرکتوری فعلی آلوده کند. (در مایکروسافت داس، اگر پسوند فایل مشخص نشده باشد و دو فایل با نام پایه یکسان وجود داشته باشد، یکی با .COM و دیگری با .EXE، فایل .COM همیشه به جای فایل .EXE اجرا می‌شود.) آکمه نوعی از Clonewar ، یک ویروس تولید کننده است. آکمه همچنین شاید از نوادگان آلوده کننده تک مرحله‌ای کوچک Zeno باشد که نباید با زبان برنامه‌نویسی Zeno اشتباه گرفته شود.

## پیوندهای بیرونی
- ویروس‌های کامپیوتری (الف) ، نوشته‌ی دانشنامه‌ی پروبرت
- ویروس کلون‌وار ، محصول مک‌آفی